# 飯詰站
飯詰站（日语：／ Iizume eki */?）是位於秋田縣仙北郡美鄉町上深井字谷地中78番，東日本旅客鐵道（JR東日本）的奧羽本線車站。此站位於橫手盆地中央，同時為羽州街道的重要宿驛。

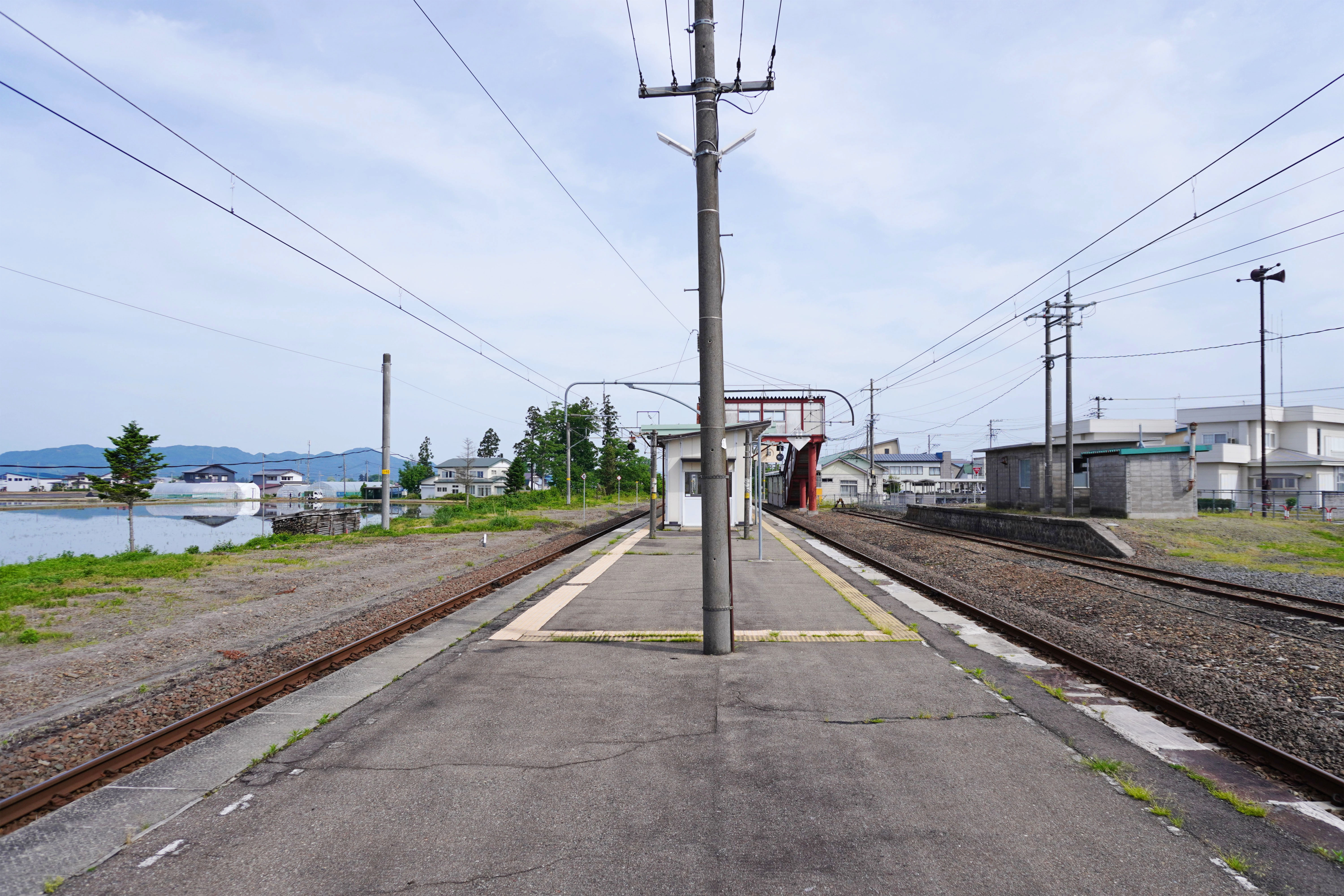
月台（2024年5月）

## 歷史
- 1905年（明治38年）6月15日：官設鐵道（國鐵）大曲站至橫手站之間開通，此站啟用。當時車站位於仙北郡飯詰村（日语：飯詰村 (秋田県)）上深井[1]。
- 1909年（明治42年）10月12日 - 制定路線名稱，此站成為奥羽本線車站。
- 1983年（昭和58年）2月10日：成為簡易委託車站。
- 1987年（昭和62年）4月1日：伴隨國鐵分割民營化，車站由東日本旅客鐵道（JR東日本）營運。
- 2016年（平成28年）3月26日：成為快速列車停車站[2]。

## 車站構造
車站是一座地面車站，設有1面2線的島式月台。車站大樓與月台之間設有跨線橋連接。
曾經在車站大樓對面（農田一方）設有2條側線，以進行貨物起卸之用。在終止貨物起卸後撒走。現時舊貨物月台側線只剩下1條，在少數情況下會停泊維修車輛。
此站是由橫手站管理的簡易委託車站（只有檢票業務）。車站大樓內設有售票櫃臺（可購入指定票）。

### 月台
| 月台 | 路線      | 上下行 | 方向           |
| ---- | --------- | ------ | -------------- |
| 1    | ■奧羽本線 | 上行   | 橫手、新庄方向 |
| 2    | ■奧羽本線 | 下行   | 大曲、秋田方向 |

參考

## 使用狀況
根據「JR東日本」的資料，在2019年度（令和元年度）1日平均乘車人次為134人。
以下列出近年乘車人次變化：
| 年度               | 1日平均 乘車人次 | 參考資料        |
| ------------------ | ---------------- | --------------- |
| 2000年（平成12年） | 213              | [ 利用客数 2 ]  |
| 2001年（平成13年） | 209              | [ 利用客数 3 ]  |
| 2002年（平成14年） | 223              | [ 利用客数 4 ]  |
| 2003年（平成15年） | 233              | [ 利用客数 5 ]  |
| 2004年（平成16年） | 239              | [ 利用客数 6 ]  |
| 2005年（平成17年） | 235              | [ 利用客数 7 ]  |
| 2006年（平成18年） | 218              | [ 利用客数 8 ]  |
| 2007年（平成19年） | 204              | [ 利用客数 9 ]  |
| 2008年（平成20年） | 197              | [ 利用客数 10 ] |
| 2009年（平成21年） | 181              | [ 利用客数 11 ] |
| 2010年（平成22年） | 179              | [ 利用客数 12 ] |
| 2011年（平成23年） | 172              | [ 利用客数 13 ] |
| 2012年（平成24年） | 181              | [ 利用客数 14 ] |
| 2013年（平成25年） | 188              | [ 利用客数 15 ] |
| 2014年（平成26年） | 183              | [ 利用客数 16 ] |
| 2015年（平成27年） | 175              | [ 利用客数 17 ] |
| 2016年（平成28年） | 161              | [ 利用客数 18 ] |
| 2017年（平成29年） | 138              | [ 利用客数 19 ] |
| 2018年（平成30年） | 133              | [ 利用客数 20 ] |
| 2019年（令和元年） | 134              | [ 利用客数 1 ]  |

## 車站周邊
由於車站位於濕地，因此車站大樓建於路堤上。另外，車站周邊只有1、2間房屋。在車站啟用後，開設了商店、住宅、旅館等各種設施，形成一個小市區。此站是縣南有名的糧倉，設有一些米庫，因此此站曾經使用鐵路貨車起卸米穀和貨物。另外也有使用馬車和貨車運送糧食物資，為一個繁榮的物資集散地。在客運方面，此站曾經是急行列車停車站，在戰後，此站與仙北郡內的大曲站同樣有許多人使用。在部分時期曾經設有前往六鄉和角間川的定期巴士路線。但是，隨著汽車化，此鐵路站對於當地的重要性急速降低。
- 飯詰站前郵局
- 秋田縣道263號熊堂六鄉線（日语：秋田県道263号熊堂六郷線）

## 相鄰車站
東日本旅客鐵道（JR東日本）
■奧羽本線
□快速（只有早上下行1班）
橫手→飯詰→大曲
■普通
後三年－飯詰－大曲

## 注腳

### 使用狀況
1. 1 2  . 東日本旅客鉄道.   [2020-07-13]. （原始内容存档于2020-07-10） （日语）. （页面存档备份，存于）
2. ↑  . 東日本旅客鉄道.   [2019-02-18]. （原始内容存档于2018-02-13） （日语）. （页面存档备份，存于）
3. ↑  . 東日本旅客鉄道.   [2019-02-18]. （原始内容存档于2019-04-02） （日语）. （页面存档备份，存于）
4. ↑  . 東日本旅客鉄道.   [2019-02-18]. （原始内容存档于2019-04-02） （日语）. （页面存档备份，存于）
5. ↑  . 東日本旅客鉄道.   [2019-02-18]. （原始内容存档于2019-04-02） （日语）. （页面存档备份，存于）
6. ↑  . 東日本旅客鉄道.   [2019-02-18]. （原始内容存档于2019-04-02） （日语）. （页面存档备份，存于）
7. ↑  . 東日本旅客鉄道.   [2019-02-18]. （原始内容存档于2017-08-08） （日语）. （页面存档备份，存于）
8. ↑  . 東日本旅客鉄道.   [2019-02-18]. （原始内容存档于2019-03-27） （日语）. （页面存档备份，存于）
9. ↑  . 東日本旅客鉄道.   [2019-02-18]. （原始内容存档于2017-08-08） （日语）. （页面存档备份，存于）
10. ↑  . 東日本旅客鉄道.   [2019-02-18]. （原始内容存档于2019-04-02） （日语）. （页面存档备份，存于）
11. ↑  . 東日本旅客鉄道.   [2019-02-18]. （原始内容存档于2019-04-02） （日语）. （页面存档备份，存于）
12. ↑  . 東日本旅客鉄道.   [2019-02-18]. （原始内容存档于2016-03-27） （日语）. （页面存档备份，存于）
13. ↑  . 東日本旅客鉄道.   [2019-02-18]. （原始内容存档于2019-04-02） （日语）. （页面存档备份，存于）
14. ↑  . 東日本旅客鉄道.   [2019-02-18]. （原始内容存档于2019-03-27） （日语）. （页面存档备份，存于）
15. ↑  . 東日本旅客鉄道.   [2019-02-18]. （原始内容存档于2019-03-06） （日语）. （页面存档备份，存于）
16. ↑  . 東日本旅客鉄道.   [2019-02-18]. （原始内容存档于2019-03-06） （日语）. （页面存档备份，存于）
17. ↑  . 東日本旅客鉄道.   [2019-02-18]. （原始内容存档于2019-03-23） （日语）. （页面存档备份，存于）
18. ↑  . 東日本旅客鉄道.   [2019-02-18]. （原始内容存档于2019-02-14） （日语）. （页面存档备份，存于）
19. ↑  . 東日本旅客鉄道.   [2019-02-18]. （原始内容存档于2019-03-25） （日语）. （页面存档备份，存于）
20. ↑  . 東日本旅客鉄道.   [2019-07-17]. （原始内容存档于2019-07-05） （日语）. （页面存档备份，存于）

## 外部連結
- 車站資訊（飯詰）：東日本旅客鐵道（日語）